# Camp Rising Sun

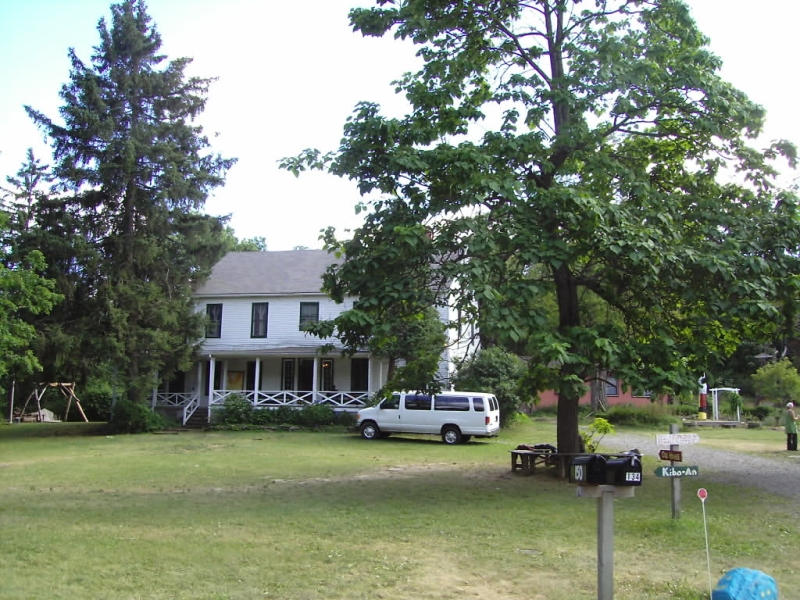
Fiútábor – az „Old House”

A Camp Rising Sun nevet több másik tábor is használja.
A Camp Rising Sun (~ Felkelő Nap Tábor) nevet három nyári tábor viseli, mindhárom nemzetközi, ösztöndíjas, két hónapos program. Az első Camp Rising Sun tábor 1930-ban nyílt meg Red Hookban (New York állam, Rhinebeck), kizárólagosan fiúk számára. A lánytábor 1989-ben, a fiútábortól nem messze, Clintonban nyílt meg. Mindkét tábort a nonprofit LAJF (The Louis August Jonas Foundation) üzemelteti. A táborokban harminc-harminc nemzetközi, és harminc-harminc Egyesült Államokbeli táborozó vesz részt minden nyáron. A táborban 14-15 évesek vehetnek részt elsőévesként, illetve ennél idősebbek másodévesként.
A harmadik Camp Rising Sun tábort Dániában alapították, csak lányok számára (Viborg megye, Stendis), melyet ugyan egy másik szervezet üzemeltet (George E. Jonas Foundation), ám ezt ugyanabban a szellemben, a több mint 75 éves tradíciók tiszteletben tartásával teszi.
A LAJF alapítvány Kínában tervezte egy újabb Camp Rising Sun tábor megnyitását, ez azonban egyelőre nem valósult meg.
A program része egy a világ nemzetközi konfliktusait és humanitárius projektjeit bemutató előadás sorozat, melyet híres egyetemek meghívott professzorai formálnak a korosztály érdeklődési körére; a programot azonban elsősorban a részt vevő táborozók alakítják, akik egyben a hétköznapok szervezésért is felelősek: a tábor életét szinte teljes mértékben ők irányítják.

## A LAJF

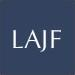
LAJF logó

A  Louis August Jonas Foundation-t Louis August Jonas fia, George E. Jonas (közismert nevén Freddie) alapította 1929-ben. Az egyesület tőkéje Louis A. Jonas sikeres vállalkozásából származott: valamikor a századforduló táján Jonas virágzó üzletet alapított, mely a kalapok alapanyagául szolgáló nemezt állította elő, és azt forgalmazta. Az üzlet nagyon sikeresnek bizonyult, és a Jonas család nagy vagyonra tett szert. Jonas a tábor megalapítása (és a világválság) előtt eladta üzletét: ebből vette a táborhoz a földet; és ma is lényegében ebből a tőkéből tartják fent a tábort.
Az 1930-tól működő bentlakásos nyári tábor eredetileg elsősorban amerikai, főleg New York-i tizenéves fiúkat fogadott, akikben megvolt az az intelligencia, eltökéltség és vezetői képesség, amit Freddie nagyra értékelt. A maihoz hasonló nemzetközi táborrá röviddel a második világháború után alakult azzal a céllal, hogy közelebb hozza egymáshoz a különböző nemzetek leendő fiatal vezetőit. 1989-ben az alapítvány kuratóriuma létrehozott egy másik tábort, ezúttal lányok részére, a New York állambeli Clinton községtől nem messze, mindössze 13 kilométerre a fiútábortól. 2001-ben a Dániai Táborozók Egyesülete részben saját erőből, részben különböző támogatásokra támaszkodva újabb táborral gazdagította a Camp Rising Sun családját.
Freddie 1978-ban halálozott el, vagyonát pedig a Louis August Jonas Alapítványra hagyományozta, amely a két amerikai tábor fenntartásáért felelős.

## A tábor négy célja

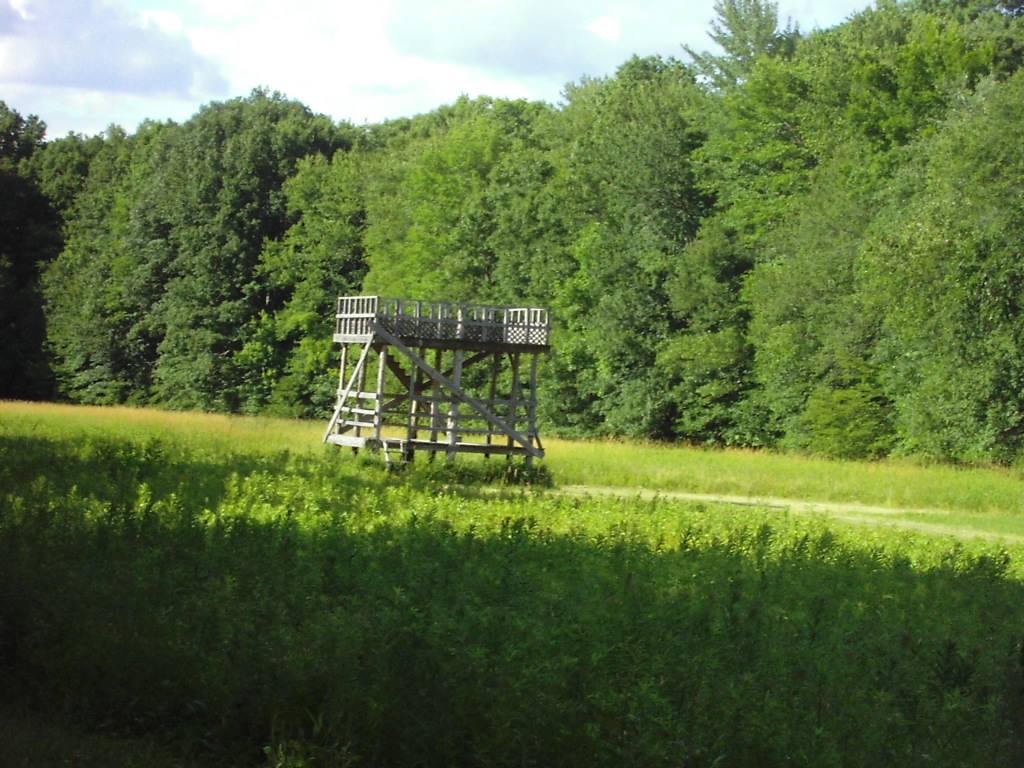
Fiútábor – A táborozók által épített Obszervatórium

1. Hogy a felelős és fogékony vezetés iránti elkötelezettségre nevelje a különböző háttérrel rendelkező fiatalokat, hogy ezáltal a szűkebb és tágabb értelemben vett közösségüket szolgálják, azok életét javítsák; hogy segítsen a táborozóknak vezetői képességeinek és önállóságának kibontakoztatásában azáltal, hogy saját projektek megtervezésére és kivitelezésére serkenti őket, valamint megtanítsa őket arra, hogyan motiválják társaikat a közös munka során.
2. Hogy elősegítse a különbözőség, a közös emberi értékek elfogadását, tiszteletét, és nemtől, fajtól és vallástól független, hosszantartó barátságok kialakulását.
3. Hogy a résztvevők intellektuális horizontját szélesítse és művészeti érzékenységét elmélyítse
4. Hogy megmutassa a programban résztvevőknek, hogy a humanitárius célokért való elkötelezettség, a közösségért végzett áldozatos munka a személyes boldogság eszköze lehet.

## A táborok működése
Mindhárom tábor felépítésében és napi programjában nagyon hasonlít egymáshoz. A táborok napirendjét, programját a résztvevők formálják, de ezeknek fontos részét képezik a következő dolgok:
- „PROJECT”: A „projektek” alkalmával a táborlakóknak lehetőségük van arra, hogy valami olyat csináljanak, hozzanak létre, amit a tábor közösségét gazdagítja, szolgálja, például kertészkedjenek, építsenek egy szaunát, vagy éppen összeállítsanak egy újságot.

- „INSTRUCTION”: Olyan előadások, foglalkozások, ahol a táborozóknak és a nevelőknek alkalma nyílik arra, hogy valamilyen érdekes vagy különleges képességüket megosszák másokkal, azokra esetlegesen megtanítsák az érdeklődő társaikat. Újabban híresebb egyetemekről professzorokat is vendégül lát a tábor, hogy a résztvevők így is gazdagíthassák a világról alkotott képüket.

- „SACHEM”: A „Sachem” hagyománya lehetőséget biztosít minden egyes táborozó számára, hogy részt vegyen a tábor megszervezésében és vezetésében. Minden táborozó kap egy napot, amikor neki kell a közösség igényeit és a tábor hagyományait észben tartva a tábort igazgatnia.

- „COUNCIL”: Minden héten az egész tábor összegyűlik a tábortűznél, hogy a tábor és a saját életének fontos dolgairól komolyan elgondolkodjon, és mások értékes gondolatait meghallgassa.

- KÖZÖSSÉG: Mint a közösség tagja, a táborozók részt vesznek a tábor működtetésében és rendben tartásában.

- DRÁMA: A szezon közepén a táborozók egy egész estés színielőadást mutatnak be, melyre a környékről is érkeznek emberek.

- TEAM WORK Ezalatt az idő alatt a táborozóknak kell takarítaniuk, minden nap: a csoportmunka, a vezetés gyakorlóhelye.

## A táborokról

### A fiútábor (Brother Camp, Red Hook)

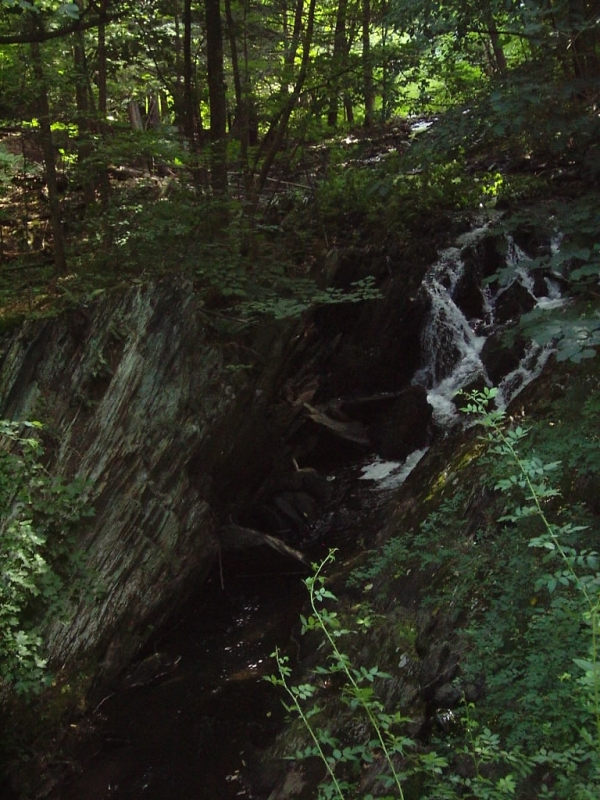
Fiútábor –A Luise Falls vízesés

A fiútábor a Hudson folyó völgyének szívében található, New York városától mintegy 160 kilométerre északra, Rhinebeck és Red Hook városa között. A több mint 100 hektáros területének nagy részét erdő és tisztások alkotják. A tábor keleti határán egy patak, a Sawkill csörgedezik, rajta látványos vízeséssel (Louise Falls).
A tábor központi helyén található az Emily Dickinson Terem (E. D. Hall), amely a táborozók kedvelt helye. A Régi Házban (Old House) találjuk az ebédlőt, a konyhát és a könyvtárat.
A táborozók a „nevelőkkel” (counselor) egy részével együtt a közeli „Sátordombon” alszanak a fáktól körülvett fából ácsolt platformokra felállított sátrakban. Innen már közel van a tenisz-, kosárlabda-, röplabda- és focipálya vagy az uszoda.
A Japán Kerten (Ki-boan) túl találhatók a „műhelyek”, ahol számítógépterem, szerszámok, rajz-, festő és egyéb eszközök találhatóak.
A fiútábor legérdekesebb része a területének legnagyobb részét felölelő erdő, amelyhez kiterjedt ösvényrendszer tartozik. Az erdőben számos izgalmas hely, patak, táborozók által épített faház, sőt még egy csillagvizsgáló építmény is található.

### A lánytábor (Sister Camp, Clinton)
Magas fák árnyékolják be a lánytábor különböző helyszíneit összekötő aszfaltutat. Maga a tábor a fiútábortól körülbelül 13 kilométerre fekszik Clinton Corners község határában. Ahogy az útról a táborba érünk, mindjárt szemünkbe tűnik a több hektárnyi nyílt terület. Rögtön az út mellett található az épületkomplexum, amihez tartozik konyha, ebédlő, tornaterem, kényelmes fotelekkel ellátott szoba, irodák.
A szemközti kicsi dombon félkörben elhelyezkedő apróbb faházak könyvtárnak, és egyéb célirányos tevékenységeknek (zene, képzőművészet, barkácsolás, fotózás stb.) adnak otthont. A félkör közepében található a fából készült szabadtéri színpad. Innen csak egy perc séta a modern uszoda, a tó, a baseball-, foci-, kosárlabda- és röplabdapálya.
A lányok a fiúkéhoz hasonló sátorban alszanak a saját sátordombjukon, amely a tó fölé magaslik. A tó gazdag élővilága kenukból jól megfigyelhető. Itt is található erdő, még ha kisebb is, mint a fiútáboré.

### Az európai tábor (Stendis, Dánia)
Az európai tábort a George E. Jonas Alapítvány működteti, amit a CRS Dániai Táborozók Egyesülete 1996-ban alapított, hogy ugyanolyan célokat valósítson meg, mint az amerikai CRS táborok. Az európai tábor az eltérő feltételek miatt valamivel kevesebb, 50 táborozót lát vendégül, közülük mintegy 35 tizenéves lány Európa különböző országaiból érkezik.
A dániai tábor vidéken, mondhatni a semmi közepén található, körülötte farmok és állatok. Körülbelül fél órányi autóútra fekszik egy nagyobb város. A hűvösebb időjárás miatt itt nem lehet sátrakban lakni, a táborozók egy nagy házban laknak 4-8-ágyas szobákban. A túrák is mások, mint Amerikában: nem sok hegyet lehet találni, szinte az egész vidék sík, de gyönyörű a tengerpart és a tavak!
Sajnos az európai tábor működése a nem állandó támogatottság miatt 2010-ben megszűnt.

## Híres táborlakók

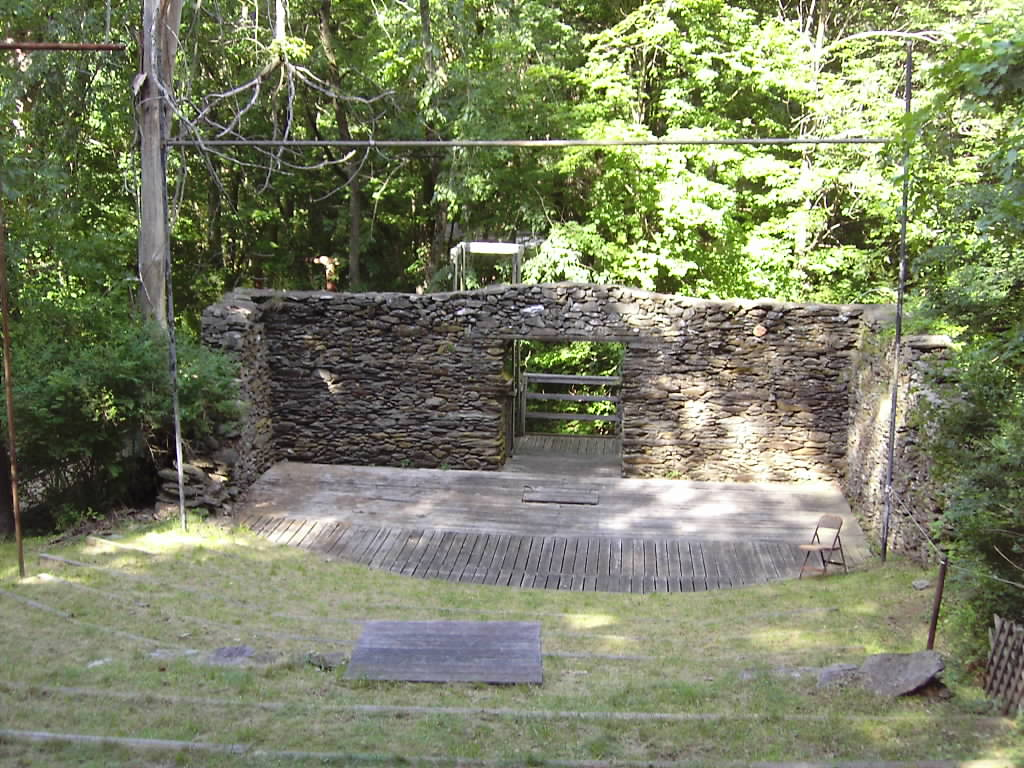
Fiútábor – Az „Old Theater”

A Camp Rising Sun az idők folyamán számos nevessé vált embernek volt a vendéglátója:
- Darren Aronofsky
- Pete Seeger
- Greg Giraldo
- Itamar Rabinovich
- Samuel R. Delany
- David Botstein
- Hameed (Herukhuti) S. Williams
- Eli Attie